# Нануя-Леву
Нануя-Леву (фидж. Nanuya Levu) — вулканический остров в составе островов Ясава (входят в острова Фиджи). С 1970 года является частным владением предпринимателя Ричарда Эвансона. На острове расположен отель Turtle Island Resort 5*, состоящий из 14 бунгало с открытыми верандами и личными пляжами. Основная часть территории представляет собой нетронутые джунгли и пляжи.
На острове происходили съёмки фильма «Голубая лагуна».
В 2017 году остров на 99 лет арендовала россиянка, жительница Перми Виола Новосёлова, она планирует построить на острове отель.